# Заморєв В'ячеслав Іванович
В'ячеслав Іванович Заморєв (1932—2004) — радянський морський офіцер, підводник, контрадмірал. Командир 45-ї дивізії підводних човнів (1975—1980). Перший заступник командувача Приморською флотилією (1980—1983).

## Життєпис
В'ячеслав Іванович народився 3 вересня 1932 року в Кронштадті. Мав молодшого брата Сергія, який став актором.
У серпні 1944 року поступив до Ленінградського Нахімовського військово-морського училища, ставши одним з перших його учнів.
Закінчивши штурманський факультет Вищого військово-морського училища підводного плавання, служив на підводних човнах на Північному флоті на посадах командира рульової групи, командира БЧ-1, помічника командира підводного човна.
У 1957—1958 роках плавав на суднах Арктичного пароплавства.
Після закінчення Вищих спеціальних офіцерських класів служив помічником командира підводного човна, а в 1959 році призначений на атомний підводний човен (АПЧ), який на той час будувався.
З 1962 року помічник командира АПЧ 627 проєкту, а потім старший помічник.
З 1967 року — командир АПЧ К-42, в тому числі під час переходу з Північного флоту до нового місця базування на Тихоокеанський флот.
З 1969 року проходив навчання у Військово-Морській академії, після чого призначений заступником командира дивізії АПЧ.
У 1973—1975 роках проходив навчання в Академії Генерального штабу. Призначений командиром дивізії (45-ї) АПЧ Тихоокеанського флоту.
З 1980 року перший заступник командувача Приморською флотилією.
З 1983 року — старший викладач Академії Генерального штабу, доцент.
Автор близько 40 наукових праць з оперативного мистецтва ВМФ.
Після звільнення у відставку в 1992 році повернувся до Санкт-Петербурга.
Контрадмірал запасу. Ветеран підрозділів особливого ризику, інвалід 1 групи.

## Нагороди
- Орден Леніна
- Орден Жовтневої Революції
- медалі